# Laserriktmedel
- Övre vänster: Automatkarbin med AN/PSQ-23 mörkerriktmedel och laseravståndsmätare ("sandgula modulen") monterad på handskyddet.
- Övre höger: IR-spanare(en) på Suchoj Su-27 ("bulan") med laseravståndsmätare som målinmätningssystem.
- Undre vänster: Soldat med laserpekförsedd automatkarbin under mörker.
- Undre höger: Laserbelysare med laseravståndsmätare och termiskt mörkerriktmedel.

Laserriktmedel, vardagligt lasersikte, är generella benämningar på diverse riktsystem som involverar laserstrålar för riktning.

## Exempel
Det finns flera olika exempel på riktmedel som använder laserteknik och därav ibland kallas lasersikte. Nedan listas några exempel: 
- Laserpekare
- Laseravståndsmätare
- Laserbelysare
- Laserledstrålesändare
- Laserradar

Vissa av exemplen ovan är vanligare än andra för vapenriktning.

## Laserpekare

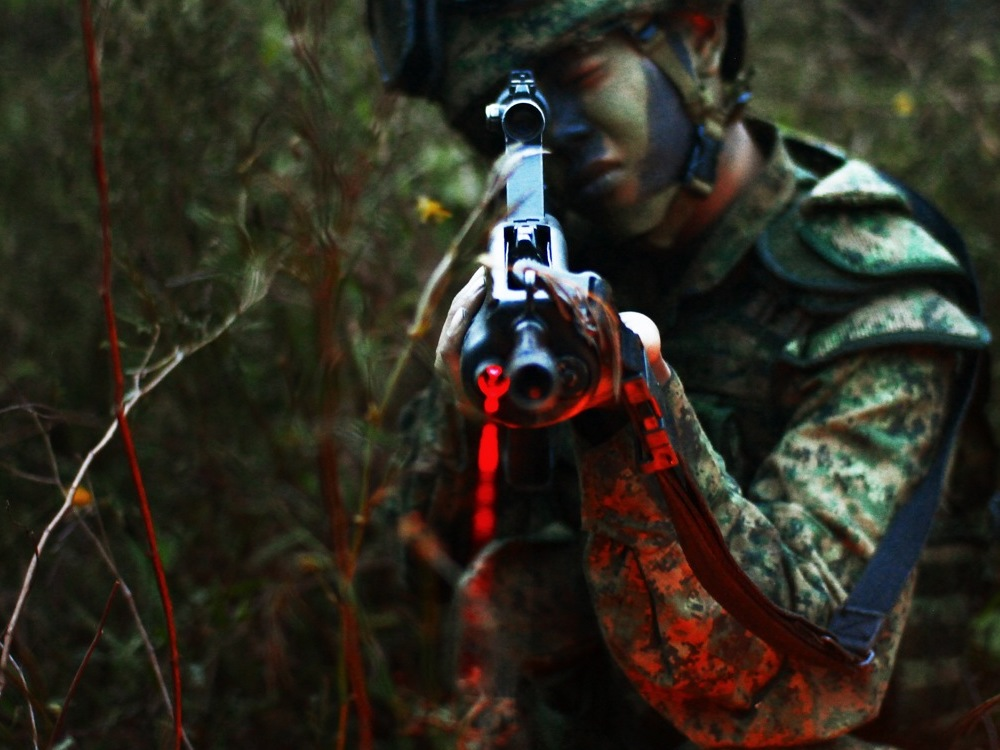
Laserpekare på automatkarbin.

Laserpekare inom eldvapen är en modul med laserlampa som fästs på pipan eller eldröret till ett eldvapen i samma linje som loppet. Detta avger en laserpunkt (en ljusprick) på det som vapnet riktas mot och ger skytten förmågan att sikta sitt vapen utan att använda dess egentliga riktmedel. Dock används laserpekare ofta i kombination med riktmedel för att öka siktegenskaperna. Vid längre avstånd minskar användbarheten hos laserpekare då laserstrålar inte påverkas av gravitation, till skillnad från vapnets projektiler som efter viss sträcka börjar kurva ner mot marken, vilket resulterar i att laserpekarens laserpunkt inte sammanfaller med vapnets projektilbana. Laserpekare används därför huvudsakligen på relativt korta avstånd och är vanliga bland polisiära styrkor.
Inom film och videospel är det vanligt att laserpekare avger en mycket synlig laserstråle även under dagsljus, men detta är inte korrekt i den riktiga världen. Laserstrålar är i princip osynliga under dagsljus och syns huvudsakligen bara under mörker eller när det finns gott om partiklar i luften, såsom rök eller dimma.
Det finns även laserpekare med ljusfrekvenser som inte uppfattas av det mänskliga ögat (IR-ljus), varav man behöver ljusförstärkare eller annat optiskt redskap för att kunna se laserpunkten. Detta används huvudsakligen militärt hos exempelvis specialstyrkor för att smyga sig på fienden, vilken annars skulle kunna reagera negativt och våldsamt om de såg laserpunkten.
Historia
Laserpekare för vapen utvecklades i USA för att användas av olika polismyndigheter. Det man var ute efter var den psykologiska effekten att brottslingar skulle kunna se den röda pricken och inse att de hade vapen riktade mot sig.[källa behövs]
Laserpekare uppmärksammades under början av 1990-talet då den så kallade Lasermannen brukade en sådan.

## Laseravståndsmätare
Laseravståndsmätare inom eldvapen använder samma princip som en vanlig laseravståndsmätare, där man genom en laser mäter avståndet till ett mål genom att sända ut en laserpuls och mäter tiden tills den kommer tillbaka, men utvidgar konceptet genom att skicka avståndsdatan till en måldator som genast räknar ut vilken vinkel eldröret behöver för att lobba ett skott ut till det exakta avståndet. Denna information kan antingen visas för skytten optiskt så denna kan sikta vapnet själv efter egen förmåga, eller så skickas den till ett servosystem som riktar vapnet automatiskt, något som är vanligt hos stridsvagnar och andra stridsfordon.
Världens första militära laseravståndsmätare för operativt bruk kallades AML 701 och var utvecklad av Ericsson för kustartilleriets fasta, och senare även rörliga, enheter. Den kom att ersätta tidigare optiska avståndsinstrument och började tillföras 1968.[källa behövs]

## Laserbelysare

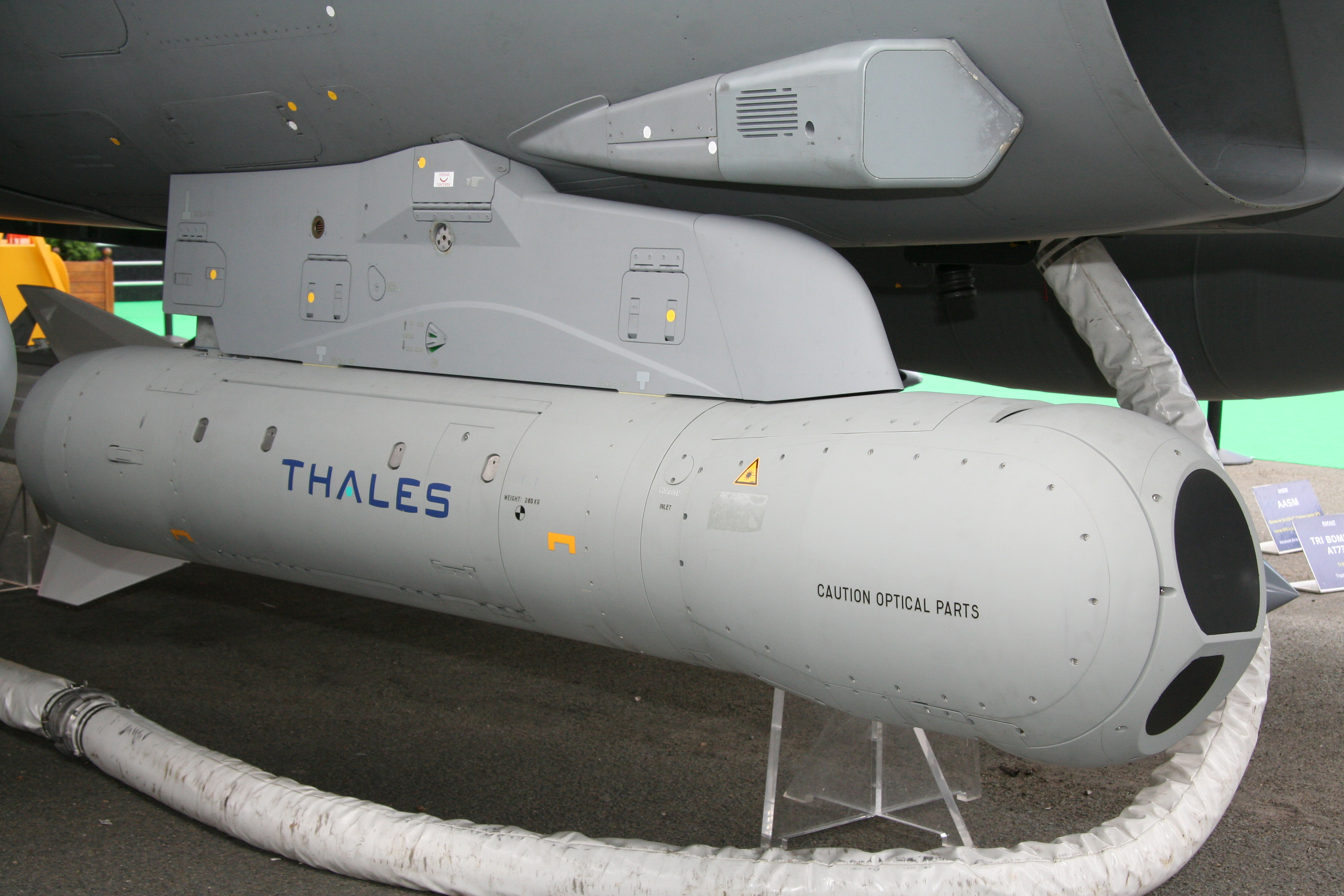
Laserbelysare inuti en flygburen kapsel, så kallad laserpekkapsel.

Laserbelysare är en typ av lasersikte som använder en laserstråle för att aktivt belysa ett mål, vilket skapar möjligheten för en målsökare på en styrd vapenprojektil att följa laserns reflex och på så sätt styra vapenprojektilen mot målet. 
Totalförsvarets forskningsinstitut (FOI) beskriver en laserbelysare som sådan: – "Ett laserbelysarsystem kan användas för att öka precisionen hos vapensystem som robotar, glidbomber, raketer och artillerigranater, genom att dessa styr med hjälp av reflexen från en laserstråle som riktas mot målet. Belysare kan monteras på stativ eller på rörliga plattformar (t.ex. flygplan, helikoptrar och stridsfordon) där belysningslasern tillsammans med en kamera används för att identifiera ett mål och sedan följa det med hjälp av laserreflexen. Laserbelysare av den här typen benämns även designatorer. Precis som för en laseravståndsmätare utnyttjar belysarsystem laserns reflex i målobjektet. Reflexen detekteras av en målsökare i vapenhuvudet och på så sätt kan vapnet lokalisera målet och sedan följa det genom att styra så att laserreflexen hela tiden hamnar mitt på detektorn. Hög lasereffekt krävs för den här tillämpningen eftersom endast en liten del av det reflekterade ljuset når detektorn. Operatören eller systemet som belyser målet behöver inte finnas på samma plattform som vapnet. Laserbelysare placerade på rörliga plattformar kombineras ofta med ett sikte som kan låsa på och följa målet så att lasern hela tiden belyser mitten av siktets synfält."

## Laserledstrålesändare

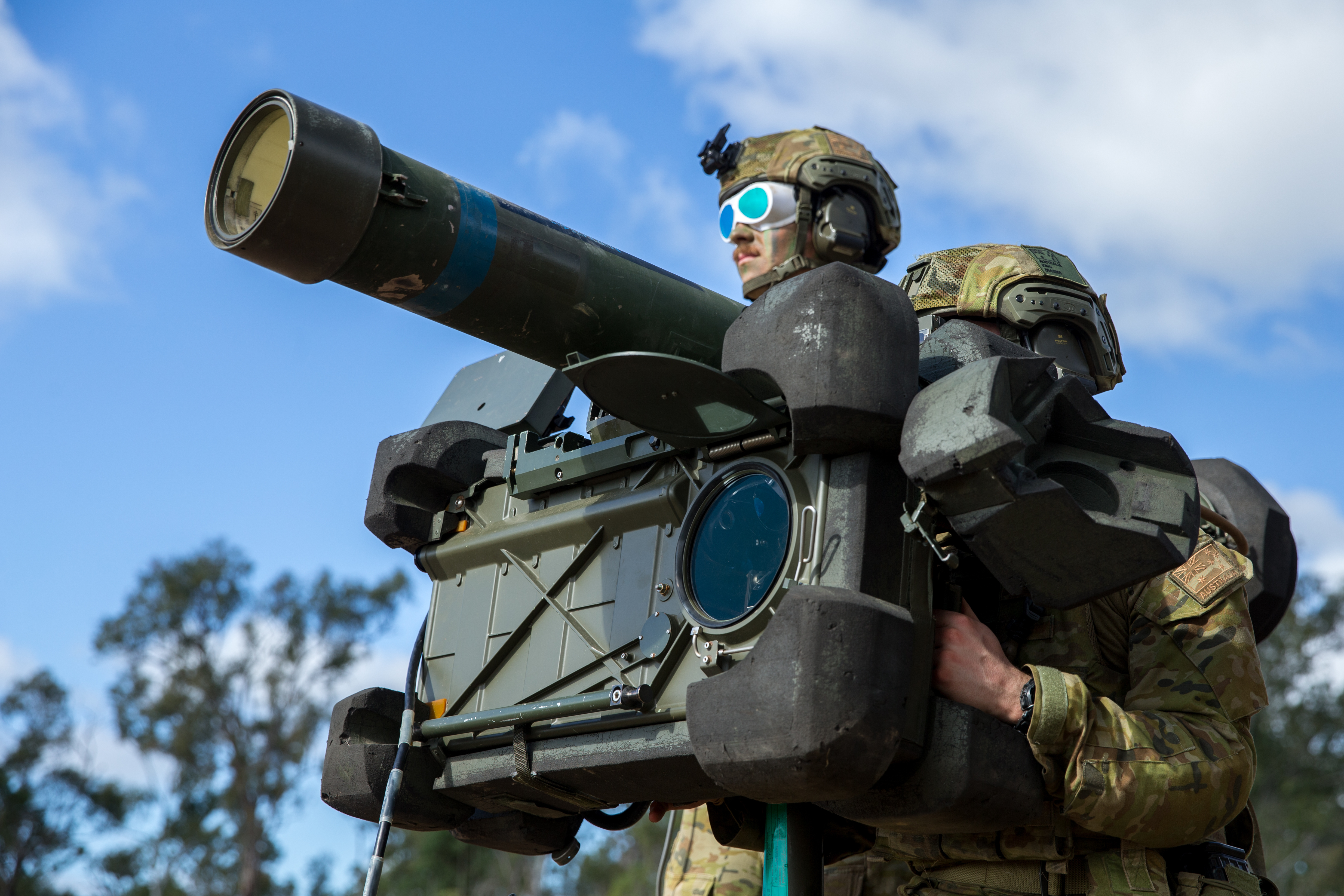
Laserledstrålesändare på ett Robotsystem 70.

Laserledstrålesändare är en typ av lasersikte som används för att styra målsökare på styrda projektiler, vanligen robotar. Lasersystemet skapar en "tunnel" av laserledstrålen mellan sändaren och målet som tillåter en målsökare ombord på en styrd projektil att styra sig så den håller sig inom denna "tunnel" fram till målet.[källa behövs]

## Laserradar
Laserradar är en form av radar som genom en laser har förmågan att mäta både avstånd och hastighet hos ett mål. Detta kan användas som lasersikte ihop med en måldator som kan använda datan för att rikta ett vapen så att det bekämpar målet.
I boken "Lärobok i Militärteknik, volym 2: Sensorteknik", utgiven av Försvarshögskolan 2007, beskrivs en lasarradar som sådan:
| ” | En laserradar har förmågan att mäta både avstånd och hastighet. För detta krävs att en koherent laser används. I princip fungerar en laserradar som en konventionell radar med skillnaden att den utnyttjar laserljus istället för radiovågor. Loben kan göras mycket smal tack vare den korta våglängden vilket ger en mycket god upplösning. En nackdel är att den korta våglängden medför att laserradarn blir mer väderberoende än en vanlig radar och även får kortare räckvidd pga. atmosfärsdämpningen. En koherent laserradar har möjligheten att generera en tredimensionell bild. Genom att söka av, skanna, ett område eller föremål samtidigt som man registrerar avståndet för varje mätpunkt, kan en tredimensionell bild byggas upp. En intressant utveckling inom laserradarområdet är avståndsgrindad avbildning. Principen bygger på att synkronisera laserpulserna med en bildalstrande mottagare. Genom att variera tidsluckan som mottagaren tar emot laserpulserna från sändaren, kan ett avståndsintervall väljas för avbildning. Inom detta avståndsintervall framhävs objekt, medan de som ligger utanför intervallet undertrycks. Med denna metod förbättrar man systemets förmåga att se igenom rök, dis och dimma samt undertrycker bakgrundsklotter. Vidare kan man även se igenom vegetation och kamouflage med denna metod, förutsatt att tillräcklig laserenergi tränger igenom. Kombineras avståndsgrindad avbildning med IR-kamera vid spaning, kan man spana på stora avstånd och täcka relativt stora områden. IR-kameran detekterar en värmekälla och visar in lasern, som med sin kortare våglängd har en bättre upplösning. Laserradarsystemet ger också avståndet till objektet, vilket den passiva IR-kameran inte kan. Upplösningen och avståndsmätningen gör det möjligt att beräkna storleken på objektet. | „ |
| – Kristian Artman; Anders Westman (juni 2007). Lärobok i Militärteknik, vol. 2: Sensorteknik. Stockholm: Försvarshögskolan. sid. 80. ISBN 978-91-85401-73-4. https://www.diva-portal.org/smash/get/diva2:309686/FULLTEXT01.pdf. Läst 30 januari 2022, | |   |